# Бабићи (Умаг)
Бабићи (итал. Babici) је насељено место у Републици Хрватској у Истарској жупанији. Административно је у саставу Града Умага.

## Становништво
Према последњем попису становништва из 2011. године у насељу Бабићи је живело 495 становника у 207 домаћинстава.
Кретање броја становника по пописима 1857—2001.
| година пописа  | 1857. | 1869. | 1880. | 1890. | 1900. | 1910. | 1921. | 1931. | 1948. | 1953. | 1961. | 1971. | 1981. | 1991. | 2001. | 2011. |
| бр. становника | 0     | 0     | 528   | 545   | 606   | 671   | 0     | 0     | 683   | 527   | 537   | 447   | 436   | 440   | 456   | 495   |

Напомена:У 1857, 1869, 1921. i 1931. подаци су садржани у насељу Ловречица. Садржи податеке за бивше насеље Канал које је од 1910. do 1961. исказивано као несеље.

## Попис1991.
На попису становништва 1991. године, насељено место Бабићи је имало 440 становника, следећег националног састава:
| Попис 1991.‍  | Попис 1991.‍  | Попис 1991.‍ | Попис 1991.‍ | Попис 1991.‍ |
| ------------ | ------------ | ----------- | ----------- | ----------- |
|              |              |             |             |             |
| Италијани    | Италијани    |             | 192         | 43,63%      |
| Хрвати       | Хрвати       |             | 84          | 19,09%      |
| Словенци     | Словенци     |             | 8           | 1,81%       |
| Југословени  | Југословени  |             | 6           | 1,36%       |
| Срби         | Срби         |             | 5           | 1,13%       |
| Немци        | Немци        |             | 2           | 0,45%       |
| Мађари       | Мађари       |             | 1           | 0,22%       |
| остали       | остали       |             | 1           | 0,22%       |
| неопредељени | неопредељени |             | 6           | 1,36%       |
| регион. опр. | регион. опр. |             | 127         | 28,86%      |
| непознато    | непознато    |             | 8           | 1,81%       |
| укупно: 440  |              |             |             |             |